# Lauro António
Lauro António (ur. 18 sierpnia 1942 w Lizbonie, zm. 3 lutego 2022 tamże) – portugalski reżyser, scenarzysta i producent filmowy. Jego film Podmorski poranek (1980) zdobył Wyróżnienie Specjalne na 12. MFF w Moskwie w 1981.

## Wybrana filmografia
- José Viana, 50 anos de carreira (1998)
- O Vestido Cor de Fogo (1986)
- A Bela e a Rosa (1984)
- Casino Oceano (1983) (TV)
- Mãe Genovena (1983)
- Paisagem Sem Barcos (1983)
- Podmorski poranek (Manhã Submersa, 1980)
- O Zé-Povinho na Revolução (1978)
- Bonecos de Estremoz (1978)
- Vamos ao Nimas (1975)
- Prefácio a Vergílio Ferreira (1975)